# Maarten Hartveldt
Maarten Hartveldt (Eindhoven, 9 maart 1953) is een Nederlands componist. Zijn werk bestaat uit orkestrale muziek bedoeld voor film, concertzalen en themaparken. Hij componeerde onder andere muziek voor de attractie 'Het Meisje met de Zwavelstokjes' van sprookjespark De Efteling en was verantwoordelijk voor de gehele parkmuziek aldaar tussen 2005 en 2018. Hij won een rechtszaak tegen Buma/Stemra in 2020.

## Carrière
Hartveldt studeerde aan het Brabants Conservatorium. In 1992 richtte hij een studio op in een voormalige kloosterkapel (Chapel Studio) in Tilburg. Op zijn label gaf Hartveldt onder meer 27 jazz-cd's van het Metropole Orkest uit, klassieke muziekprodukties en wereldmuziek.
In 2001 produceerde hij in opdracht van het Wereld Natuur Fonds samen met componist John Ewbank en Michel den Dulk, destijds ontwerper bij de Efteling, de muziek voor de attractie PandaDroom. Drie jaar later componeerde en produceerde Hartveldt de muziek voor het sprookje Het Meisje met de Zwavelstokjes en stelde hij, samen met Michel den Dulk, een compleet (symfonisch) muziekplan op in opdracht van de Efteling directie. Van 2005 tot 2018 was zijn muziek vervolgens te horen langs alle paden van het attractiepark. In 2006 beëindigde hij de samenwerking met de Efteling.
Na 13 jaar verving de Efteling haar parkmuziek. De auteursrechten bleven echter bij Hartveldt liggen, dit tegen de zin van de Efteling. Na een jarenlange rechtszaak van Hartveldt tegen Buma/Stemra vonniste het Gerechtshof Amsterdam in 2020 dat Hartveldts muziek, waar het gaat om vergoeding, niet als achtergrondmuziek mag worden gecategoriseerd. De auteur wordt alsnog vergoed voor al het gebruik van zijn muziek vanaf 2011. Deze rechtsgang werd landelijk nieuws en leidde tot nieuwe jurisprudentie voor componisten. Het was Hartveldt vooral te doen om waardering voor themaparkmuziek en deze een plaats te geven in het repartitiereglement van Buma/Stemra.
In 2010 publiceerde Hartveldt Rudolphs Muziekboek, een combinatie van een muziekalbum en een door Den Dulk (Disney) geïllustreerd kinderboek, waarvoor hij onderscheiden werd door de Verenigde Naties (bijdrage aan cultuurbegrip) en het ministerie van BZK. Het sprookje is een rondreis langs allerlei muziekculturen. In 2007 heeft het duo als ontwerper en componist verder nog samengewerkt aan de 'darkride'-attractie Atlantis in het Duitse Europa-Park. In 2012 componeerde Hartveldt de parkmuziek voor attractiepark Toverland in Sevenum, waarvoor eerder Efteling-ontwerper Ton van de Ven adviseurswerk heeft gedaan en op wiens verzoek hij de muziek componeerde.
In 2019 was Hartveldt te zien in het tv-programma Podium Witteman naar aanleiding van zijn gitaarconcert dat in Duitsland en Nederland met veel succes werd uitgevoerd door gitarist José Fernandez Bardesio.
Hartveldt is sinds 2021 juryvoorzitter van de Designprijs en de Cultuurprijs van de Provincie Noord-Brabant en zit in het bestuur van het Het Cultuurfonds.
In 2023 werd zijn muziek uitgevoerd die hij componeerde voor 75 jaar bevrijding WW2 in samenwerking met de beroemde 'celliste van Auschwitz', Anita Lasker-Wallfisch.

## Onderscheidingen
- Edison Klassiek
- Grammy-nominatie
- Diverse (inter)nationale filmmuziekonderscheidingen
- VN education department
- Ministerie van BZK
- Paul Harris Award

Lijst van attracties in de Efteling · Lijst van sprookjes in de Efteling · Afbeeldingen